# Mariazellerland
Das Mariazellerland (auch Mariazeller Land) liegt in der Obersteiermark nahe der niederösterreichischen Grenze. Hauptort ist Mariazell, der mit Abstand wichtigste Wallfahrtsort Österreichs.

## Geographie

### Lage und Landschaft
Das Mariazellerland befindet sich inmitten der Nördlichen Kalkalpen, ca. 80 Kilometer südlich von Sankt Pölten und 120 Kilometer nördlich von Graz. Es liegt im Winkel zwischen Ybbstaler Alpen (nordwestlich), Türnitzer Alpen (nordöstlich), Hochschwabgruppe im Südwesten und Mürzsteger Alpen im Südosten.
Der Raum Mariazell bildet eine abgeschiedene, jedoch über Gebirgspässe gut erreichbare inneralpine Beckenlandschaft eingebettet zwischen Ötschermassiv, Gemeindealpe und Zellerhüten im Westen und dem Koller–Büchleralpen-Zug sowie der Bürgeralpe im Osten. Den Abschluss gegen Süden bilden die Berge Tribein und Student. Daher spricht man auch vom Mariazeller Becken.
Gleichzeitig entwässert die Talung aber teils nach Norden zur Erlauf, die hier im Raum entspringt, teils nach Süden zur Salza, die die Region in der Richtung Ost – West passiert. Daher bildet die Gegend auch eine Passlandschaft, die die Wasserscheide zwischen den beiden Donaunebenflüssen Erlauf und Enns bildet (der Zug Salza – Enns umkreist dabei die Ybbstaler Alpen und mündet westlich weit oberhalb der Erlauf in die Donau). Die Talwasserscheide Erlauf – Enns liegt genau beim Bahnhof Mariazell in St. Sebastian auf ca. 845 m ü. A..  Deshalb findet sich in der Literatur auch die Bezeichnung Mariazeller Passlandschaft.
Zum Mariazellerland gehören auch die Nebentäler dieses Beckenraums, insbesondere das des Erlaufsees, die Walster und das Halltal Salza aufwärts, in weiterem Sinne auch das Salzatal flussabwärts von Gußwerk bis vor Wildalpen und das Aschbachtal zum Seebergsattel, die heute zur erweiterten Gemeinde Mariazell zählen.

### Erreichbarkeit
Das Mariazellerland ist auf der Straße von Mürzzuschlag über den Lahnsattel (Lahnsattel Straße B 23), von Kapfenberg über den Steirischen Seeberg (Mariazeller Straße B 20), von Liezen bzw. dem Ennstal über das Tal der Salza (Hochschwab Straße B24), von Gaming und Lunz am See über den Zellerrain (Zellerain Straße B 71) sowie von St. Pölten über den Annaberg (Mariazeller Straße B20) und über das Kernhofer Gscheid (Gutensteiner Straße B 21) erreichbar.
Von St. Pölten aus führt die schmalspurige Mariazellerbahn in die Region, sie überwindet den Höhenzug im Norden durch den Gösingtunnel und die Erlaufschlucht und endete bis 1988 in Gusswerk bei Mariazell. Eine bereits fertig geplante Fortsetzung nach Kapfenberg mit einem Tunnel unter dem Turntaler Kogel und Anschluss an die Thörlerbahn wurde nie verwirklicht.
In Mariazell gibt es zudem ein Flugfeld.

### Orte
Das Mariazellerland umfasst folgende Gemeinden bzw. Orte:
- Steiermark:
  - Mariazell, mit:
    - Sankt Sebastian
    - Gußwerk
    - Halltal
    - Gollrad

  - Seewiesen (Gemeinde Turnau)
- Niederösterreich:
  - Mitterbach am Erlaufsee

Mariazell ist dabei seit der Gemeindestrukturreform 2015 die nach Fläche größte Gemeinde der Steiermark mit einer Gesamtausdehnung von 413,5 km². In der Liste der größten Gemeinden Österreichs steht der Ort damit nach Sölden und Wien an dritter Stelle.

## Geschichte

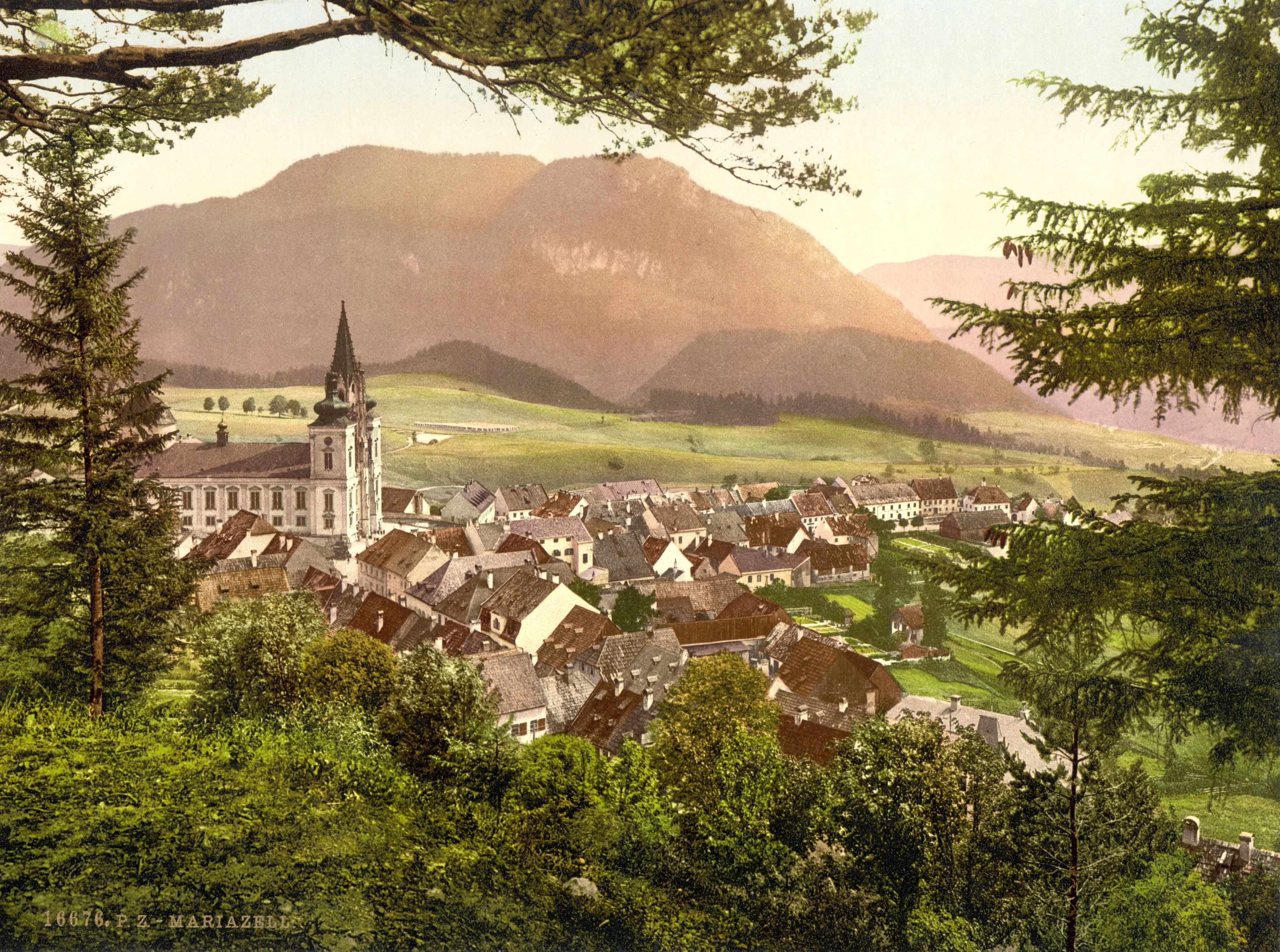
Historische Ansicht von Mariazell, ca. 1900

Im 6. Jahrhundert n. Chr. nahmen Slawen von dem Land Besitz. 1025 machte König Konrad II. seiner Schwägerin Beatrix Teile der Grafschaft im Mürztal zum Geschenk. Bei der Schenkung handelte es sich um 100 Huben, zu denen auch das Gebiet des späteren Marktes Mariazell gehörte. Langjährige Streitprozesse endeten im Jahr 1151 zugunsten des Stiftes St. Lambrecht. Es dürfte schon kurz darauf zur Teilung des Pfarrgebietes Mariazell und der Herrschaft Aflenz gekommen sein. Der 21. Dezember 1157 gilt traditionellerweise als Gründungstag von Mariazell.
Über die Jahrhunderte entwickelte sich der heute mit Abstand wichtigste Wallfahrtsort Österreichs, hier steht die Gnadenstatue Magna Mater Austriae. Mariazell war durch die Wallfahrt schon im 19. Jahrhundert einer der am stärksten besuchten Fremdenverkehrsorte Österreich-Ungarns, den regelmäßig auch Mitglieder des Kaiserhauses aufsuchten. Erzherzog Johann kaufte 1818 den Brandhof am Fuße des Seebergsattels und baute ihn in der Folge zum landwirtschaftlichen Mustergut aus. Der Erzherzog sorgte sich sehr um die Entwicklung der Region und förderte diese.
Am 2. Mai 1907 nahm der Personenverkehr auf der Mariazellerbahn bis Mariazell den Betrieb auf, was ein sehr bedeutendes Ereignis in der Entwicklung zur Fremdenverkehrsregion bedeutete. Die Bahn war von Anfang an ein voller Erfolg und sorgte für die Errichtung von zahlreichen Hotels, Pensionen und Villen in und um Mariazell. Bereits um 1910 wurden im Winter regelmäßig Skikurse in Mariazell abgehalten. Im selben Jahr besuchte auch Kaiser Franz Joseph I. mit der Mariazellerbahn und den Wallfahrtsort und fuhr mit dem Automobil über das Tal der Walster, wo er sein Denkmal am Flussufer besichtigte und Artur Krupp einen Besuch abstattete, wieder zurück.
Am 5. Februar 1928 wurde die Seilschwebebahn auf die Bürgeralpe und das dazugehörige Berghotel eröffnet. Die Bürgeralpe wurde in der zweiten Hälfte des 20. Jahrhunderts zudem von mehreren Skiliften erschlossen und ist heute ein beliebtes Familienskigebiet. Im Sommer lockt das Holzknecht-Land und zeigt die damaligen Arbeitsbedingungen der Forstleute in den Wäldern der Region.
Im niederösterreichischen Teil entwickelten sich vor allem Mitterbach mit der Gemeindealpe und der Erlaufsee zu touristischen Zentren. Seit 1985 verbindet im Sommer die normalspurige Museumstramway Mariazell den Bahnhof (und seit 2015 auch den Ort) Mariazell mit dem Erlaufsee. Zum Einsatz kommen u. a. historische Straßenbahnen aus Wien, Baden, St. Pölten und Salzburg.

## Wirtschaft und Infrastruktur
Der Wallfahrts- und Urlaubsort Mariazell stellt die Hauptattraktion des Mariazeller Landes dar. Der Ort ist auch Sitz des Tourismusverbandes Mariazeller Land.
St. Sebastian nördlich von Mariazell beherbergt die meisten Infrastruktureinrichtungen des Mariazellerlandes, u. a. auch den südlichen Endpunkt der Mariazellerbahn und die Museumstramway Mariazell. Die Mariazeller Straße B 20 führt von St. Pölten über Mariazell und den Seebergsattel nach Kapfenberg im Mürztal. Die Gutensteiner Straße B 21 führt, vom Kernhofer Gscheid kommend, durch das Halltal nach Mariazell und die Zellerrain Straße B71 erreicht die Region von Gaming bzw. Lunz am See über den gleichnamigen Sattel. In Terz im oberen Halltal mündet die Lahnsattel Straße B 23 von Mürzzuschlag kommend in die Gutensteiner Straße.
Die Stadtwerke Mariazell betreiben zur Energieversorgung mehrere Kleinwasserkraftwerke in der Region, u. a. eines bei der Prescenyklause.